# 2371 Dimitrov
2371 Dimitrov је астероид главног астероидног појаса са средњом удаљеношћу од Сунца која износи 2,440 астрономских јединица (АЈ).
Апсолутна магнитуда астероида је 12,5.